# Rhododendron japonicum
Rhododendron japonicum är en ljungväxtart som först beskrevs av Asa Gray, och fick sitt nu gällande namn av Willem Frederik Reinier Suringar. Rhododendron japonicum ingår i släktet rododendron, och familjen ljungväxter. Inga underarter finns listade i Catalogue of Life.

## Bildgalleri

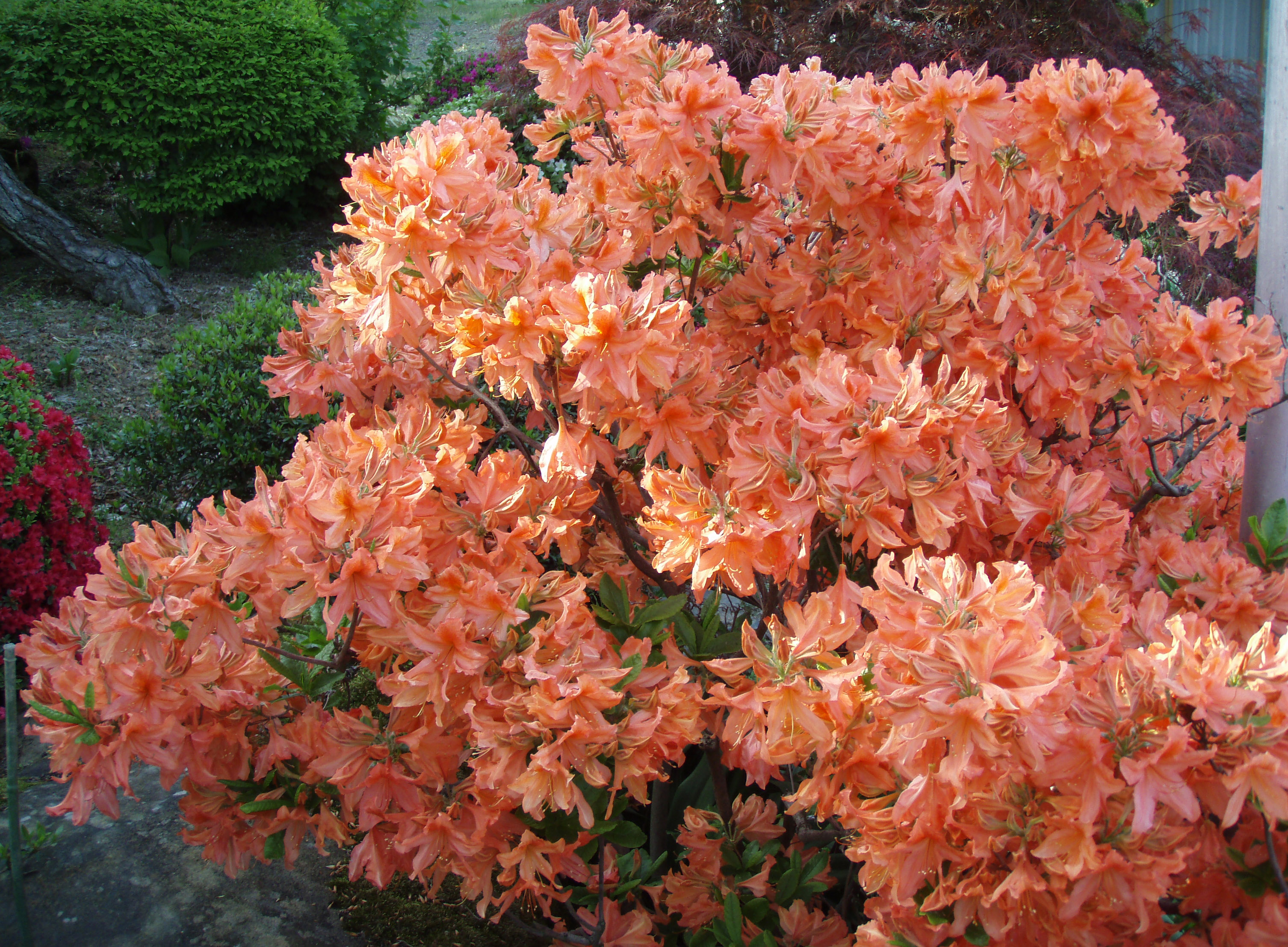
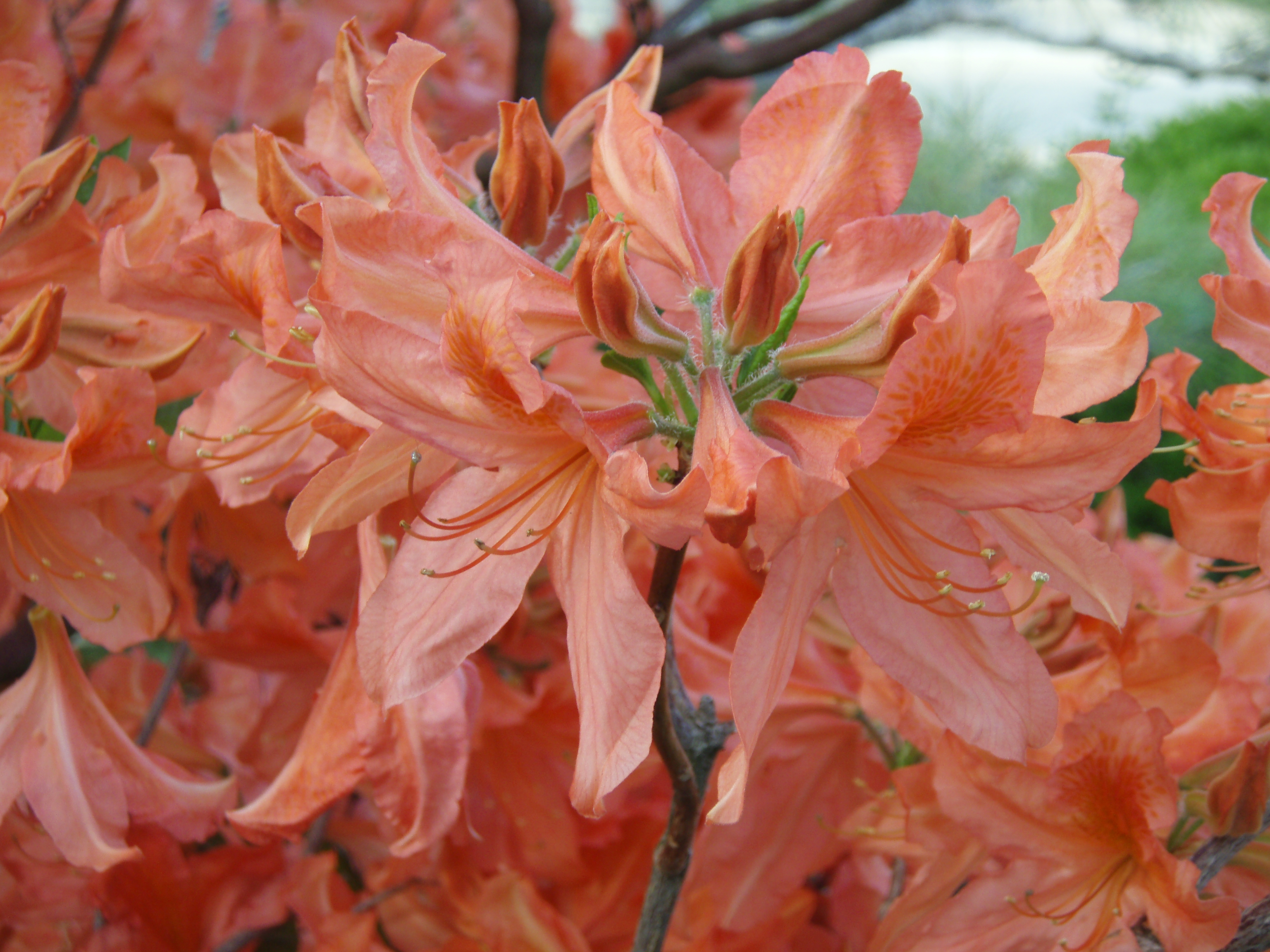
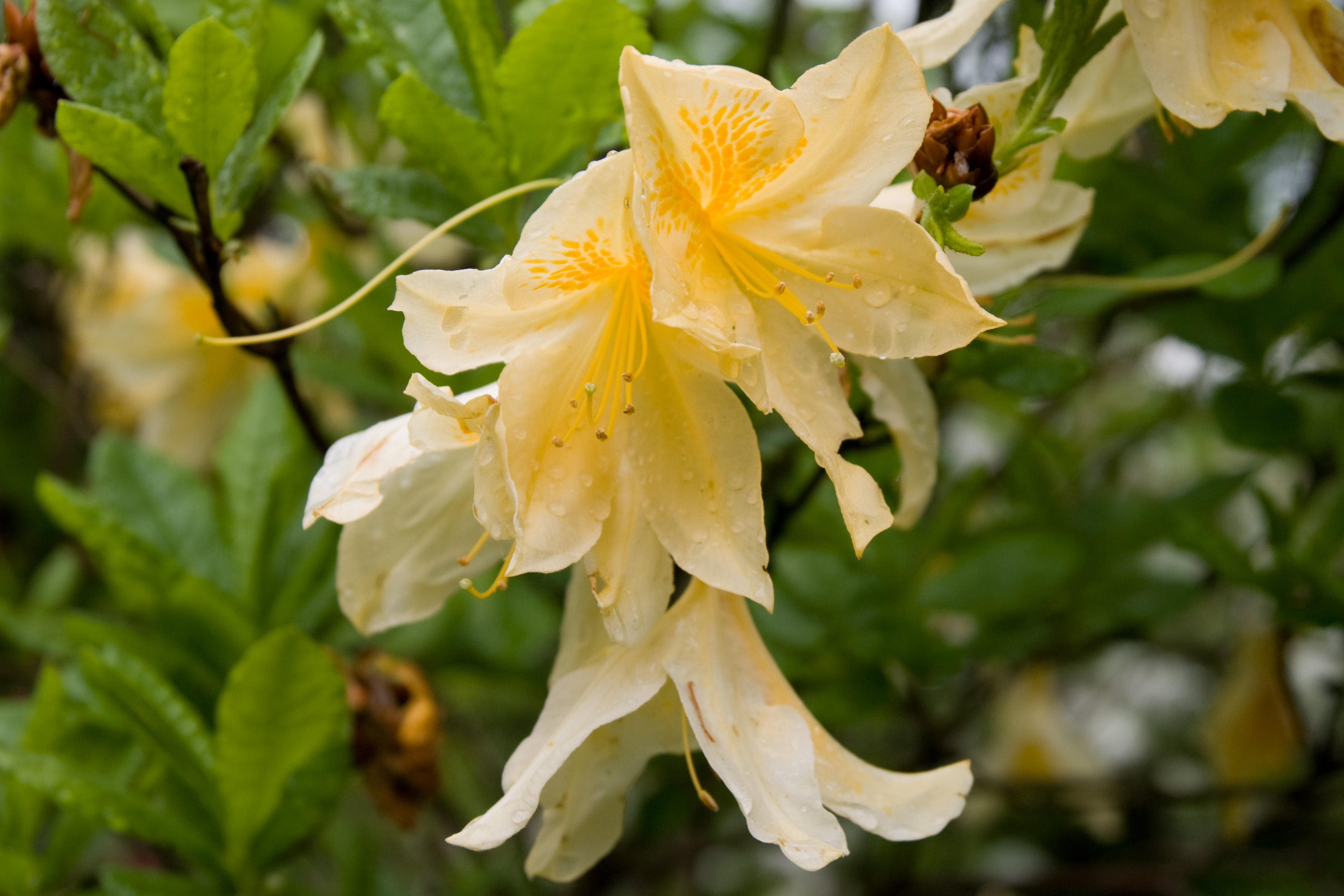
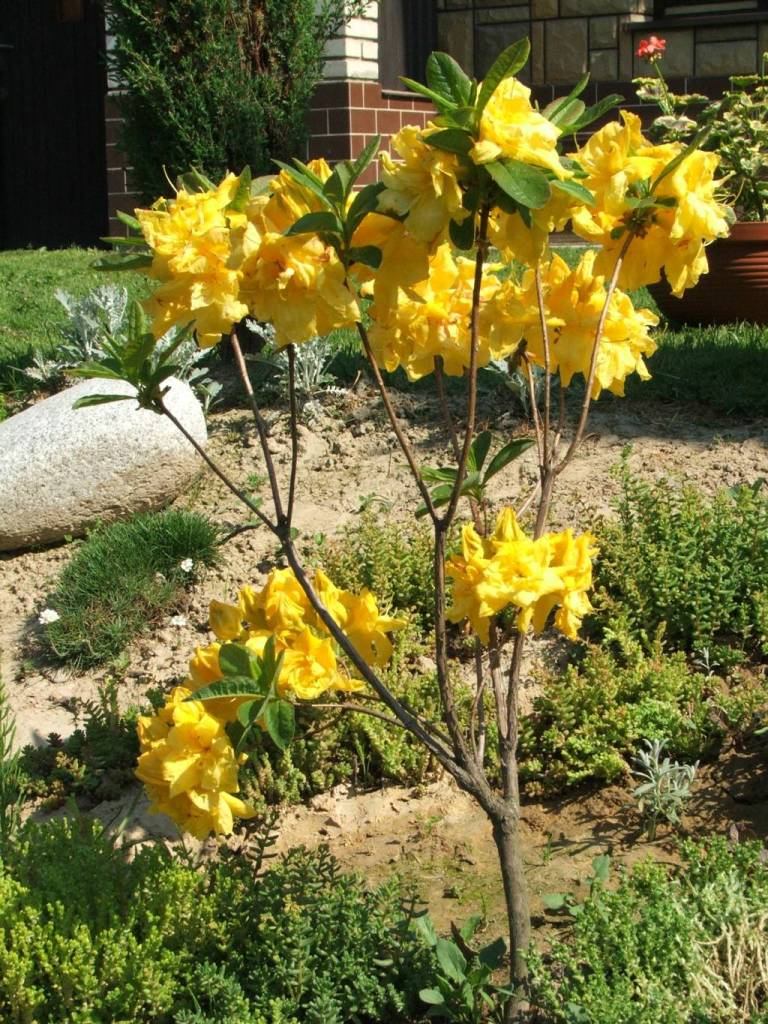
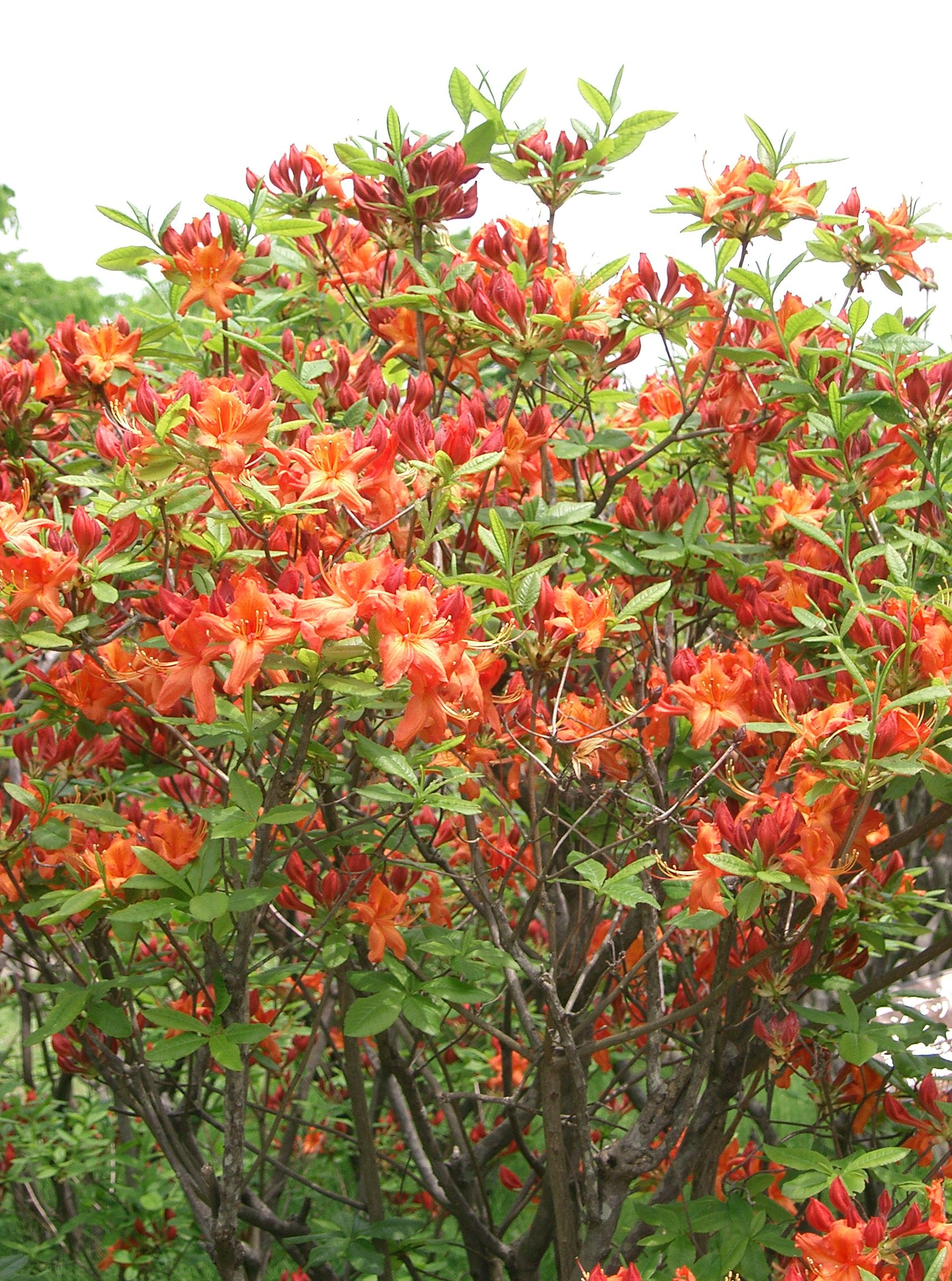